# Gleizé
Gleizé är en kommun i departementet Rhône i regionen Auvergne-Rhône-Alpes i östra Frankrike. Kommunen ligger i kantonen Gleizé som tillhör arrondissementet Villefranche-sur-Saône. År 2022 hade Gleizé 7 824 invånare.

## Befolkningsutveckling
Antalet invånare i kommunen Gleizé
| Referens: INSEE |